# Can Pei
Can Pei és una masia situada al municipi de Montagut i Oix, a la comarca catalana de la Garrotxa. Es troba a la vora del Llierca. Originària del segle XVII, la masia és actualment un allotjament rural.